# ProjectLibre

ProjectLibre è un software di gestione progettuale (project management), reso disponibile con licenza d'uso Free and Open Source. È stato creato con l'intento di costituire un'alternativa a Microsoft Project.
ProjectLibre viene eseguito in una piattaforma Java, il che gli permette di essere compatibile con i sistemi operativi Linux, Mac OS o Microsoft Windows.
Tradotto in numerose lingue, può essere usato nei termini della licenza CPAL (Common Public Attribution License), che lo qualifica come software libero secondo la Free Software Foundation. La prima versione di ProjectLibre è uscita ad agosto 2012 da un fork di OpenProj. L'8 gennaio 2021 ne è stata diffusa la versione 1.9.3.